# Lettersjabloon

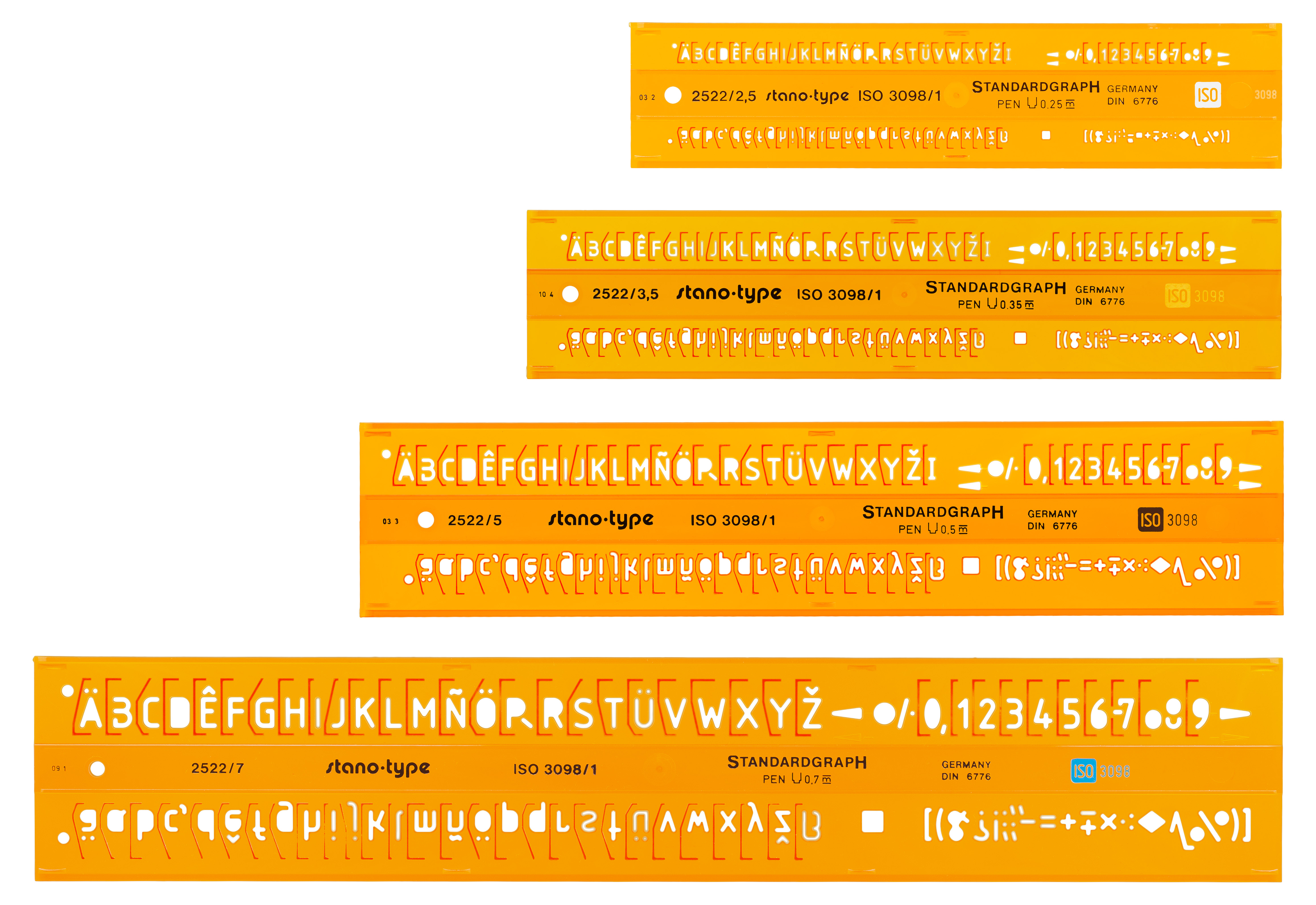
Lettersjablonen voor diverse lettergrootten

Lettersjablonen worden gebruikt voor het aanbrengen van vermating en teksten op technische tekeningen.
Door de voorgevormde tekens, volgens het normschrift, wordt een goed leesbaar en eenduidig tekstbeeld verkregen. 
Een lettersjabloon wordt vervaardigd uit transparante kunststof, waarin de lettertekens, cijfers en speciale tekens uitgestanst zijn.
Ter onderscheiding van de uitgestanste letters zijn de sjablonen licht gekleurd, meestal oranje of groen. De sjablonen zijn bedoeld voor het schrijven met een tekenpen (Rapidograph) op tekenpapier, calqueerpapier, of polyester film of folie. 
Om te voorkomen dat bij het schrijven de inkt uitvloeit onder de sjabloon, wordt ervoor gezorgd dat deze, door aangebrachte noppen of door een aluminium kantlijst of door geïntegreerde lijsten aan boven- en onderzijde, niet direct op het papier aanligt.